# Hickhack
Hickhack, auch Hürdenlauf, Auf und ab oder Auf-ab-auf ist ein einfaches Würfel- und Rechenspiel mit einem einzelnen Würfel und einem Würfelbecher für beliebig viele Mitspieler. Das Spiel wird auch in Spielesammlungen regelmäßig in die entsprechenden Regelhefte aufgenommen.
Allgemein bezeichnet ein „Hickhack“ eine nutzlose Streiterei oder ein törichtes, zermürbendes Hin-und-her-Gerede.

## Spielweise

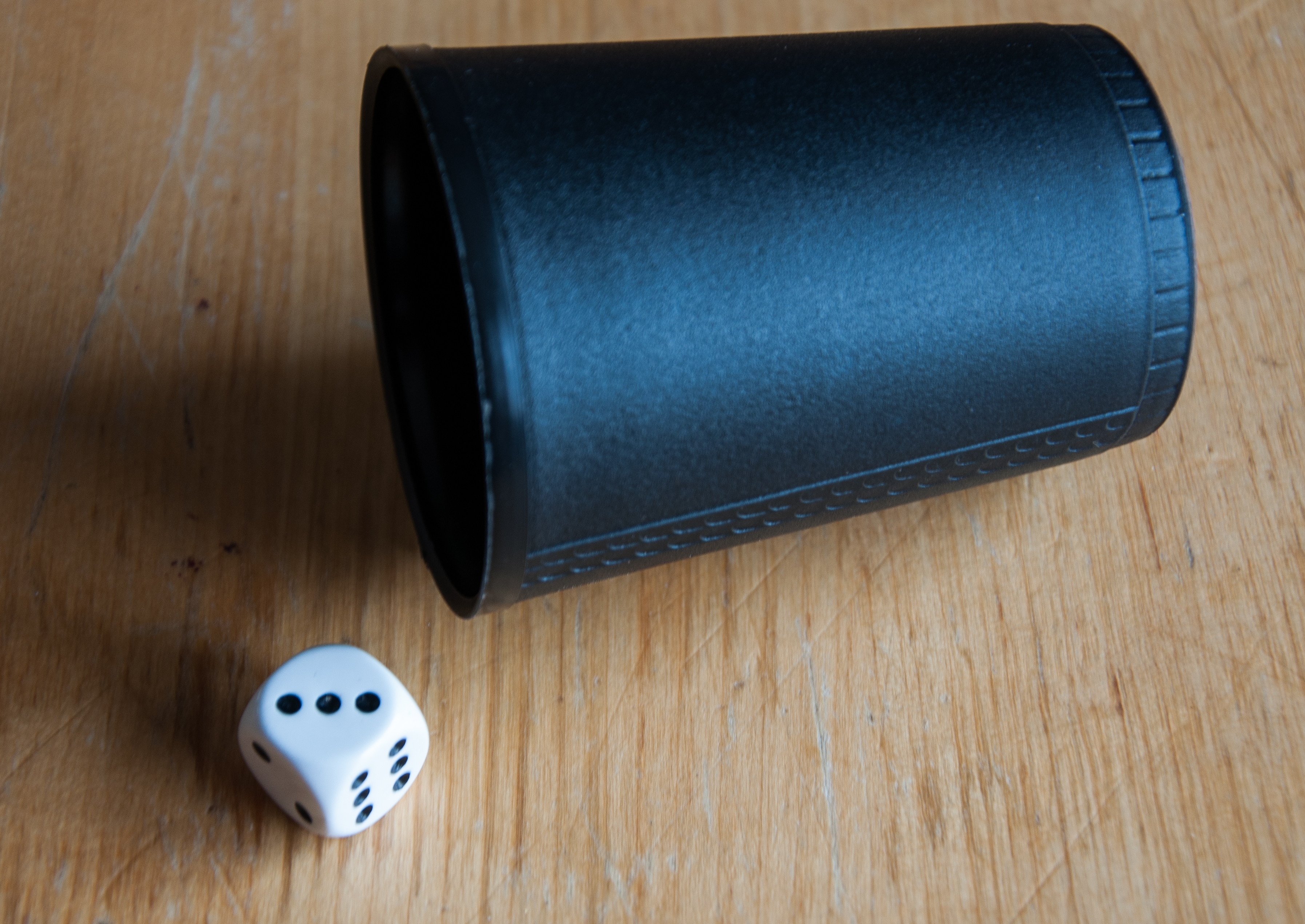
Hickhack wird mit einem einzelnen Würfel und Würfelbecher gespielt.

Das Spiel wird reihum gespielt. Jeder Spieler würfelt siebenmal. Zur Wertung werden die ersten beiden Würfel zusammengezählt, der nächste Wurf abgezogen, der vierte Wurf wieder addiert, der fünfte abgezogen, der sechste addiert und der siebente wieder abgezogen. Gewinner des Spiels ist der Spieler mit dem höchsten Endergebnis. Kommt ein Spieler in den Zwischenwertungen auf Minuswerte, muss er entsprechend einer Variante ausscheiden, nach anderen Spielregeln spielt dies keine Rolle.
|    | Beispiele                                            |
| -- | ---------------------------------------------------- |
| 1. | + - + - + - zählt 1                                  |
| 2. | + - = −1 , damit ausgeschieden nach dem dritten Wurf |

## Ähnliche Rechenspiele
Ähnlich wie das Spiel Hickhack funktionieren verschiedene weitere Würfelspiele, bei denen die Einzelwürfe miteinander verrechnet werden. So wird beim Rechnen oder Die Rechnung fünfmal gewürfelt, dabei werden die ersten beiden Würfe ebenfalls addiert, der dritte Wurf abgezogen, das Ergebnis mit dem vierten Wurf multipliziert und das Ergebnis am Ende durch den fünften Wurf dividiert. Wer nach der Subtraktion des dritten Wurfes ein negatives Zwischenergebnis erhält oder am Ende nicht auf eine ganze Zahl kommt, scheidet aus. Sieger ist hierbei der Spieler mit der geringsten Zahl am Ende.
|    | Beispiele                                                                      |
| -- | ------------------------------------------------------------------------------ |
| 1. | + - x : = 3 zählt 3                                                            |
| 2. | + - x : = 6/4 bzw. 2,5; scheidet aus, da am Ende keine ganze Zahl herauskommt. |

## Belege
1. 1 2 3  „Hickhack“ In: Erhard Gorys: Das Buch der Spiele. Manfred Pawlak Verlagsgesellschaft, Herrsching o. J.; S. 403.
2. ↑  „Auf und ab“ In: 100er Spielesammlung. Spielregelheft der Spielesammlung des Nürnberger Spielkartenverlags; S. 6.
3. ↑  „Hickhack“ auf duden.de; abgerufen am 8. Juni 2015
4. 1 2  „Auf - ab - auf“ In: Robert E. Lembke: Das große Haus- und Familienbuch der Spiele. Lingen Verlag, Köln o. J.; S. 242.
5. ↑  „Hürdenlauf“ In: Friedrich Pruss: Würfelspiele. Falken Verlag, Niedernhausen 1998; S. 11. ISBN 3-635-60129-2.
6. ↑  „Rechnen“ In: Erhard Gorys: Das Buch der Spiele. Manfred Pawlak Verlagsgesellschaft, Herrsching o. J.; S. 403.
7. ↑  „Die Rechnung“ In: Friedrich Pruss: Würfelspiele. Falken Verlag, Niedernhausen 1998; S. 11. ISBN 3-635-60129-2.